# 六朝水库
六朝水库是中国广西壮族自治区南宁市马山县境内的一座水库，位于武鸣河流域杨圩河上，建于1973年。水库正常库容为544万立方米，集雨面积为8平方千米，海拔为252米。